# Семашко, Вильям Васильевич
Вильям Васильевич Семашко (8 января 1936, Полтава — 15 декабря 1988, Куйбышев) — советский оперный певец (лирико-драматический тенор), заслуженный артист РСФСР, представитель русской классической вокальной школы.

## Биография
Детство В.В. Семашко пришлось на годы Великой Отечественной войны, а потому не удивительно, что маленький Виля, как и тысячи его сверстников, мечтал стать военным лётчиком. В 1955 году Вильям Васильевич окончил Харьковскую спецшколу ВВС и был направлен в 8-ю авиационную военную школу первоначального обучения лётчиков ВВС в г. Павлограде, затем поступил в Тамбовское авиационное училище. После увольнения в запас в связи с получением травмы коленного сустава Вильям Васильевич работал кочегаром, шофёром, с отличием закончил техническое училище, где получил специальность литейщика-формовщика. В школьные годы, во время учёбы в военном училище и после неё, В.В. Семашко активно участвовал в художественной самодеятельности, пел в хоре. В 1957 году вместе с хоровым коллективом поехал в Москву на VI Всемирный фестиваль молодёжи и студентов, где получил диплом II-ой степени, а руководитель хора Зиновий Давыдович Заграничный посоветовал молодому исполнителю поступать в консерваторию. В 1959 году В.В. Семашко поступил на вокальный факультет Харьковской государственной консерватории, после окончания которой в 1966 году был остался работать солистом оперной студии. В 1967 году В.В. Семашко приглашают в Свердловский академический театр оперы и балета имени А.В. Луначарского, где он работает до 1969 года. В 1971 году В.В. Семашко становится солистом Куйбышевского театра оперы и балета. На сцене Куйбышевского театра Вильям Васильевич дебютировал в премьерной постановке оперы Мейтус, Юлий «Братья Ульяновы» (Александр Ульянов). Работа молодого исполнителя получила благоприятные отзывы как у музыкальных критиков, так и среди куйбышевских любителей оперного искусства. За более чем двадцать пять лет работы Вильям Васильевич Семашко спел на куйбышевской сцене более двадцати теноровых партий, в том числе в премьерных постановках: «Пиковая дама» П. И. Чайковского (1976), «Паяцы» Р. Леонкавалло (1977), «Царская невеста» Н. А. Римского-Корсакова (1979), «Иван Сусанин» М. И. Глинки (1980), «Медея» «Керубини, Луиджи (1982, первая постановка в СССР на русском языке), Кармен» Ж. Бизе.
В 1982 году Указом Президиума Верховного Совета РСФСР В.В. Семашко присвоено почётное звание заслуженный артист РСФСР.
С 23 июля 1986 года по 15 декабря 1988 года —  директор Куйбышевского академического театра оперы и балета. Скончался 15 декабря 1988 года от онкологического заболевания, похоронен в г. Куйбышеве на Рубёжном кладбище.

## Репертуар: оперные партии
- «Иван Сусанин» М. И. Глинки - Богдан Собинин
- «Царская невеста» Н. А. Римского-Корсакова - Иван Сергеевич Лыков
- «Борис Годунов» М. П. Мусоргского - Самозванец
- «Русалка» А. С. Даргомыжского  - Князь
- «Пиковая дама» П. И. Чайковского - Герман
- «Евгений Онегин» П. И. Чайковского - Ленский
- «Иоланта» П. И. Чайковского - Водемон
- «Аида» Дж.Верди - Радамес
- «Травиата» Дж.Верди - Альфред, Гастон
- «Дон Карлос» Дж.Верди - Дон Карлос
- «Мадам Баттерфляй» Дж. Пуччини - Пинкертон
- «Тоска» Дж. Пуччини - Каварадосси
- «Кармен» Ж. Бизе - Хозе
- «Паяцы» Р. Леонкавалло - Канио
- «Фауст» Ш. Гуно - старый Фауст
- «Проданная невеста» Б. Сметаны - Вашек
- «Ивайло» М. Големинова - Андроник
- «Мария Стюарт» С. Слонимского - Риччо
- «Пётр Первый» А. Петрова - Меньшиков
- «Медея» Керубини, Луиджи - Ясон

## Семья
- Брат - Валентин (1933 г.р.), сестры - Людмила (1943 г.р.) и Зоя (1945 г.р.)
- Супруга - Евгения Григорьевна (1945 г.р.)
- Сын - Георгий (1969 г.р.)
- Внук - Ярослав (1995 г.р.), внучки - Валерия (2000 г.р.) и Ева (2014 г.р.)